# L.N. Schaffrath DigitalMedien GmbH
Die L.N. Schaffrath DigitalMedien GmbH ist eine Digitalagentur mit Sitz in Geldern und Köln.
Gegründet 1995 als Mediacom GmbH, fand im September 2011 die Umbenennung in die heutige L.N. Schaffrath DigitalMedien GmbH statt. Das Unternehmen beschäftigte im Jahr 2021 durchschnittlich 20 angestellte.
Als Digitalagentur entwickelt L.N. Schaffrath DigitalMedien GmbH umfangreiche App- und Webservices, wobei etablierte Standards zur Anwendung kommen. Weiterhin ist L.N. Schaffrath DigitalMedien GmbH Partner der TYPO3 GmbH und trägt damit zur Weiterentwicklung des CMS TYPO3 bei.
L.N. Schaffrath DigitalMedien GmbH ist Teil der Schaffrath-Gruppe, zu der mit der L.N. Schaffrath GmbH & Co. KG DruckMedien eine Druckerei gehört.
1. ↑  L.N. Schaffrath DigitalMedien GmbH - Überblick. Abgerufen am 19. August 2025.
2. ↑  Bundesanzeiger. Abgerufen am 19. August 2025.
3. ↑  SCHAFFRATH is your official partner for TYPO3. Abgerufen am 19. August 2025.
4. ↑  Schaffrath Unternehmensgruppe. Abgerufen am 19. August 2025.